# Vittorio Brambilla
 Vittorio Brambilla  (11 de novembre del 1937, Monza, Itàlia - 26 de maig del 2001, Lesmo) fou un pilot de curses automobilístiques italià que va arribar a disputar curses de Fórmula 1. Va morir d'un atac de cor a Lesmo, prop de Milà.

## Carrera automobilistica
Vittorio Brambilla va debutar a la tercera cursa de la Temporada 1974 de Fórmula 1 (la 25a temporada de la història) del campionat del món de la Fórmula 1, disputant el 30 de març del 1974 el Gran Premi de Sud-àfrica al Circuit de Kyalami.
Va participar en 79 curses puntuables pel campionat de la F1, disputades en set temporades consecutives (1974-1980) aconseguint una victòria (Àustria'75 i assolí un total de 15.5 punts pel campionat del món de pilots.

## Resultats a la Fórmula 1
| Any  | Equip                          | Xassís     | Motor      | 1       | 2       | 3         | 4         | 5       | 6       | 7       | 8       | 9       | 10      | 11      | 12      | 13      | 14      | 15       | 16       | 17    | Posició | Punts |
| ---- | ------------------------------ | ---------- | ---------- | ------- | ------- | --------- | --------- | ------- | ------- | ------- | ------- | ------- | ------- | ------- | ------- | ------- | ------- | -------- | -------- | ----- | ------- | ----- |
| 1974 | Beta Tools / March Engineering | March      | Cosworth   | ARG     | BRA     | SUD 10    | ESP NVS   | BEL 9   | MON Ret | SUE 10  | HOL 10  | FRA 11  | GBR Ret | ALE 13  | AUT 6   | ITA Ret | CAN NVQ | USA Ret  |          |       | 18è     | 1     |
| 1975 | Beta Team March                | March      | Cosworth   | ARG 9   | BRA Ret |           |           |         |         |         |         |         |         |         |         |         |         |          |          |       | 11è     | 6.5   |
| 1975 | Beta Team March                | March      | Cosworth   |         |         | SUD Ret   | ESP 5*    | MON Ret | BEL Ret | SUE Ret | HOL Ret | FRA Ret | GBR 6   | ALE Ret | AUT 1*  | ITA Ret | USA 7   |          |          |       | 11è     | 6.5   |
| 1976 | Beta Team March                | March      | Cosworth   | BRA Ret | SUD 8   | O.USA Ret | ESP Ret   | BEL Ret | MON Ret | SUE 10  | FRA Ret | GBR Ret | ALE Ret | AUT Ret | HOL 6   | ITA 7   | CAN 14  | USA Ret  | JPN Ret  |       | 19è     | 1     |
| 1977 | Beta Team Surtees              | Surtees    | Cosworth   | ARG 7   | BRA Ret | SUD 7     | O.USA Ret | ESP Ret | MON 8   | BEL 4   | SUE Ret | FRA 13  | GBR 8   | ALE 5   | AUT 15  | HOL 12  | ITA Ret | USA 19   | CAN 6    | JPN 8 | 16è     | 6     |
| 1978 | Beta Team Surtees              | Surtees    | Cosworth   | ARG 18  | BRA DNQ | SUD 12    | O.USA Ret |         |         |         |         |         |         |         |         |         |         |          |          |       | 19è     | 1     |
| 1978 | Beta Team Surtees              | Surtees    | Cosworth   |         |         |           |           | MON NVQ | BEL 13  | ESP 7   | SUE Ret | FRA 17  | GBR 9   | ALE Ret | AUT 6   | HOL DSQ | ITA Ret | USA Fer. | CAN Fer. |       | 19è     | 1     |
| 1979 | Autodelta                      | Alfa Romeo | Alfa Romeo | ARG     | BRA     | SUD       | O.USA     | ESP     | BEL     | MON     | FRA     | GBR     | ALE     | AUT     | HOL     | ITA 12  |         |          |          |       | -       | 0     |
| 1979 | Autodelta                      | Alfa Romeo | Alfa Romeo |         |         |           |           |         |         |         |         |         |         |         |         |         | CAN Ret | USA NVQ  |          |       | -       | 0     |
| 1980 | Marlboro Team Alfa Romeo       | Alfa Romeo | Alfa Romeo | ARG     | BRA     | SUD       | O.USA     | BEL     | MON     | FRA     | GBR     | ALE     | AUT     | HOL Ret | ITA Ret | CAN     | USA     |          |          |       | -       | 0     |

* La meitat de punts perquè la cursa finalitzava abans del que estava previst.

### Resum
| Curses: | Victòries: | Pòdiums: | Poles: | Voltes ràpides: | Punts: |
| ------- | ---------- | -------- | ------ | --------------- | ------ |
| 79      | 1          | 1        | 1      | 1               | 15.5   |